# Telmatobius peruvianus
Telmatobius peruvianus är en groddjursart som beskrevs av Wiegmann 1834. Telmatobius peruvianus ingår i släktet Telmatobius och familjen Ceratophryidae. IUCN kategoriserar arten globalt som sårbar. Inga underarter finns listade i Catalogue of Life.